# O.K. Nobel
Ove Kruse Nobel (født 12. august 1868 i Grenaa, død 25. juni 1916 i København) var en dansk ingeniør, der var afdelingsingeniør i Københavns Kommune. 
Sammen med ingeniør Svend Koch og havearkitekt Edvard Glæsel vandt han konkurrencen om udformningen af Fælledparken i København, der blev udført 1908-13. Ligesom H.C.V. Møller var han stærkt optaget af idræt og af at skaffe mere frirum til idrætten.

## Baggrund
O.K. Nobel var søn af købmand Frederik Carl Emilius Nobel (1833-1888) og Amdiline Christiane
født Kruse (1839-1881), tog realeksamen ved Grenaa Realskole og studentereksamen fra Aarhus Katedralskole 1886. Året efter tog han filosofikum, hvorpå han læste til ingeniør ved Polyteknisk Læreanstalt, hvorfra han 1893 blev cand.polyt.
Allerede inden sin afgangseksamen havde Nobel februar-september dette år haft ansættelse hos stadsingeniør Charles Ambt i København og var beskæftiget ved projekteringen af de kloakanlæg, som anlæggelsen af Københavns Frihavn medførte, og som dannede begyndelsen til det system af afskærende ledninger, der senere udførtes. Som nyslået civilingeniør arbejdede han en periode i Ludvig Lunds mekaniske Etablissement i København, men vendte hurtigt tilbage til Stadsingeniørens Direktorat, hvor han kom til at lægge sin største indsats.
Nobel havde tilsynet med kloakarbejderne på Østerbro, som kunne afsluttes 1894. Da anlæggelsen af afskærende ledninger, der fjernede spildevandet fra Københavns Havn, senere blev fortsat på grund af etableringen af Københavns Godsbanegård, overdrog stadsingeniør Ambt i 1896 den daglige ledelse af dette projekt til Nobel, som udførte opgaven med stor dygtighed. Projektet kunne færdiggøres 1903, og samme år udsendte han på Borgerrepræsentationens foranstaltning en beskrivelse: Kjøbenhavns nyere Kloakanlæg. Ambt var i 1902 blevet udpeget til generaldirektør for Statsbanerne, hvorfor Nobel fik ny chef i skikkelse af J.J. Voigt. Dette år blev han konstituteret afdelingsingeniør med ansvar for nye kloakanlæg i de indlemmede distrikter (Sundbyerne, Brønshøj, Valby) og fik i juli 1904 forfremmelsen gjort permanent. Hans dygtige håndtering af den udfordrende opgave gjorde ham til et kendt navn i ingeniørkredse.

## Fælledparken, by- og kloakplaner
I 1905 vandt O.K. Nobel sammen med Svend Koch og havearkitekt Edvard Glæsel en af de to højeste præmier i konkurrencen om et anlæg af en folke- og idrætspark på Øster og Nørre Fælled. Deres projekt kom til udførelse i årene 1908-13. Nobel stod også for jernbetonkonstruktionerne på G.A. Hagemanns Kollegium 1908 og på Rigshospitalet 1905-10, også sammen med Koch.
På dette tidspunkt var han kendt som en af tidens mest lovende ingeniører. 1907 blev han derfor medlem af bedømmelseskomiteen ved konkurrencen om en afvandingsplan for Gentofte Kommune. 1909 var han medlem af bedømmelseskomiteen vedrørende vej- og bebyggelsesplaner for Marselisborgkvarteret i Aarhus. 1909 fik han sammen med arkitekt Holger Rasmussen 4. præmie i konkurrencen om en gade- og bebyggelsesplan for Københavns ydre distrikter og samme år sad Nobel i bedømmelseskomiteen for vej- og bebyggelsesplaner til Randers bys jorder.
I de år, hvor danske byer oplevede stor vækst, var der god brug for Nobels ekspertise: I 1910 udarbejdede han sammen med arkitekterne Holger Rasmussen og Egil Fischer et projekt til bebyggelsen af banegårdsterrænet og Frihedsstøttens omgivelser, der året efter fik 1. præmie.
I 1912 var han medlem af bedømmelseskomiteen for vej- og bebyggelsesplaner for Aalborg bys jorder. Nobel fik desuden plads i Overlandvæsenskommissionen angående kloakanlæg i Birkerød 1912-13, i Vedbæk 1913-14, Hørsholm 1914, Næstved 1914-15 og Randers 1916. 1914 blev Nobel sammen med en svensk ingeniør Rickert bedt om at afgive betænkning over et afvandingsforslag udarbejdet af Kristiania Kommunes teknikere. Midt i denne aktive virksomhed døde Nobel i 1916, hvilket var et stort tab for dansk ingeniørkunst. Med sin venlige personlighed efterlod Nobel desuden mange venner tilbage.
1911 var Nobel blevet Ridder af Dannebrog. Han var desuden 1901-06 medlem af bestyrelsen for Dansk Ingeniørforening, hvor han bl.a. sammen med Alexander Foss var virksom ved skabelsen af "Oplysnings- og Engageringsbureauet". Fra 1910 var han medlem af bestyrelsen for Louis Petersens Legat og fra 1911 medlem af bestyrelsen for Københavns Idrætspark.
O.K. Nobel var blevet gift 21. november 1897 i Marmorkirken med Ida Adolfine Caroline Louise Camilla Bagger (30. oktober 1867 på Øland – ), datter af sognepræst, sidst i Kullerup og Refsvindinge Hans Carl Ludvig Bagger (1807-1891) og Amalie Frederikke Andrea født Rambusch (1823-1904).
Han er begravet på Vestre Kirkegård.